# Zakopane
Zakopáne so mesto na skrajnem jugu Poljske, na južnem delu regije Podhale ob vznožju gorovja Tatre, dela Karpatov. Od leta 1975 do 1998 so bile del vojvodstva Nowy Sącz; od leta 1999 so del Malopoljskega vojvodstva (województwo małopolskie). Od leta 2017 imajo 27.266 prebivalcev. Zakopane so središče kulture Goralov in jih pogosto imenujejo 'zimska prestolnica Poljske'. So priljubljena destinacija za pohodništvo, smučanje in turizem na splošno 
Mesto leži v bližini meje s Slovaško, v dolini med Tatrami in hribom Gubałówka. Do mesta se lahko pride z vlakom ali avtobusom iz glavnega mesta vojvodstva Krakov, ki je oddaljen približno dve uri. Mesto leži na nadmorski višini 800–1000 metrov s centrom okoli križišča ulic Krupówki in Kościuszko.

## Zgodovina
Najstarejši dokumenti, ki omenjajo Zakopane, segajo v 17. stoletje, v katerih je opisana jasa z imenom Zakopisko. Leta 1676 je imela vas 43 prebivalcev. Leta 1818 so bile Zakopane majhno mesto, ki se je še razvijalo. Imelo je le 340 domov, v katerih je bilo 445 družin. V tem času je bilo v Zakopanah 1805 prebivalcev od tega 934 žensk in 871 moških . Prvo cerkev je leta 1847 postavil Józef Stolarczyk.  Zakopane so postale središče rudarske in metalurške industrije v regiji; v 19. stoletju je bilo tukaj največje metalurško središče v Galiciji. Razširila se je v 19. stoletju, saj je podnebje privabilo več prebivalcev. Do leta 1889 se je iz majhne vasi razvilo klimatsko zdravilišče. Železniški prevoz do Zakopanov se je začel 1. oktobra 1899. V poznih 1800-ih so Zakopane zgradile cesto, ki je šla do mesta Nowy Targ in železnico, ki je prihajala iz Chabówke. Zaradi lažjega prevoza se je število prebivalcev Zakopanov do konca 1900-ih povečalo na približno 3000 ljudi. V 19. stoletju je bila ulica Krupówki le ozka odročna pot, ki naj bi ljudi pripeljala iz osrednjega dela kraja v vas Kuźnice.
Smučarska skakalnica na Wielki Krokiew je bila odprta leta 1925.
Žičnica do Kasprowy Wierch je bila dokončana leta 1936. 
Vzpenjača je leta 1938 povezala Zakopane in vrh Gubałówke.
Mesto je zaradi priljubljenih smučišč pridobilo na popularnosti, zato se je število turistov do leta 1930 povečalo na približno 60.000 ljudi.
Marca 1940 so se predstavniki sovjetske NKVD in nacističnega Gestapa en teden mudili v zakopanski Vili Tadeusz, da bi uskladili pomiritev upora na Poljskem. V drugi svetovni vojni so Zakopane služile kot ilegalna postojanka med Poljsko in Madžarsko.
Od leta 1942 do 1943 je bilo 1000 zapornikov iz nemškega koncentracijskega taborišča Krakov-Płaszów nameščenih za delo v kamnolomu.

## Arhitektura
Zakopanski arhitekturni slog je arhitekturni način, ki ga navdihuje regionalna umetnost poljskega visokogorskega območja, znanega kot Podhale . Z motivi in tradicijami stavbarstva Karpatov je slog uvedel Stanisław Witkiewicz in danes velja za jedro tradicije ljudstva Goralov .

## Športi
Tatre so priljubljena destinacija med pohodniki, smučarji, turnimi smučarji in plezalci.

### Pohodništvo in alpinizem
V Tatrah je mreža dobro označenih pohodniških poti, ki se jih morajo pohodniki držati v skladu s predpisi narodnega parka. Večina teh poti je preobljudena, zlasti v poletni sezoni.
Visoke Tatre ponujajo odlične možnosti za plezanje (do razreda X UIAA).
Poleti sta strela in sneg potencialni nevarnosti za plezalce, vreme se lahko hitro spremeni. Popoldne so pogoste nevihte. Pozimi je sneg lahko tudi do nekaj metrov globok.

### Smučanje
Pozimi v Zakopane prihaja na tisoče smučarjev, še posebej okoli božiča in februarja. Najbolj priljubljeni smučarski območji sta Kasprowy Wierch in Gubałówka . V okoliških gozdovih je več prog za tek na smučeh.
Zakopane so v letih 1929, 1939 in 1962 gostile: 
- svetovna prvenstva v nordijskih disciplinah;
- zimske univerzijade 1956, 1993 in 2001;
- svetovno prvenstvo v biatlonu;
- več svetovnih pokalov v smučarskih skokih in
- več nordijskih kombinacij, nordijskih in alpskih evropskih pokalov.

Leta 1939 je gostilo svetovno prvenstvo v alpskem smučanju, prvo zunaj Alp in zadnje uradno svetovno prvenstvo pred drugo svetovno vojno.
Zakopane so neuspešno kandidirale za pripravo zimskih olimpijskih iger 2006 in alpskega svetovnega smučarskega prvenstva 2011 in 2013.

## Turizem
Zakopane na leto obišče preko 2.500.000 turistov. Pozimi turiste zanimajo zimske športne dejavnosti, kot so smučanje, deskanje na snegu, smučarski skoki, sankanje, vožnja s sanmi, krpljanje in drsanje na ledu .  Poleti turisti prihajajo na aktivnosti, kot so pohodništvo, plezanje, kolesarjenje in jahanje po Tatrah, kjer je veliko možnosti. Turisti se vozijo s štirikolesniki in gorskimi kolesi, ki jih lahko tudi najamejo. Plavanje in vožnja s čolni po reki Dunajec je priljubljeno. Mnogi izkusijo kulturo Goralcev, ki je bogata s svojimi edinstvenimi slogi hrane, govora, arhitekture, glasbe in kostumov. Zakopane so še posebej priljubljene med zimskimi prazniki, ki jih praznujemo v tradicionalnem slogu, s plesi, okrašenimi sanmi s konjsko vprego, imenovanimi kulig in pečeno jagnjetino.
Priljubljena turistična dejavnost je sprehajanje po najbolj priljubljeni ulici v mestu: Krupówki. Obkrožena  s trgovinami, restavracijami, karnevali in performerji.
V zimskih in poletnih sezonah je ulica Krupówki polna turistov, ki obiskujejo trgovine in restavracije.  Poleti lokalna tržnica ob Krupówki ulici ponuja tradicionalna oblačila Goralcev, usnjene jakne, krznene plašče, čevlje in torbice. Prodajalci prodajajo tudi hrano, kot je znani oscipek - dimljeni ovčji sir, sadje, zelenjavo in meso. Obstajajo tudi številne stojnice s spominki.
Zakopane so priljubljene za nočno življenje. Ponoči se po mestu vedno sprehajajo ljudje, ki preverjajo različne bare in plesne klube. Večina teh barov in plesnih klubov se nahaja na ulici Krupowki. To so bari, ki se nahajajo v Zakopanah: Paparazzi, Cafe Piano, Anemone, Anemone, Cafe Antrakt, Literatka, Winoteka Pod Berlami in Karczma u Ratownikow. To so plesni klubi v Zakopanah: Vavaboom, Finlandia Arctic, Genesis, Rockus, Morskie Oko in Cocomo Go Go Club. [1]
V Zakopanah je bil posnet prizor v filmu Andrzeja Wajde Človek iz marmorja (Człowiek z marmuru), ki je mesto predstavil svetovni publiki.
Gorski prizori iz bollywoodskega filma Fanaa so bili posneti okoli Zakopanov.

### Pobratena mesta
Zakopane so pobratene z:
- Bansko, Bolgarija
- San Carlos de Bariloche, Argentina
- Bavel, Nizozemska
- Polonezköy, Turčija
- Poprad, Slovaška
- Saint-Dié-des-Vosges, Francija
- Sopot, Poljska
- Stryi, Ukrajina
- Vysoké Tatry, Slovaška
- Siegen, Nemčija

## Pomembni objekti
- drsališče COS Zakopane
- Vspenjača Gubałówka hrib
- Žičnica Kasprowy Wierch
- smučarska skakalna ploščad Wielka Krokiew

## Galerija
- Hotel Villa Staszeczkówka
- Galerija Villa Oksza
- Koliba villa
- Notranjost Kolibe
- Jaszczurówka kapela
- Vila Pod Jedlami
- Muzej Karola Szymanowskega v Villa Atma